# Le Héron (La Fontaine)
Pour les articles homonymes, voir Le Héron.
Le Héron est la première partie de la quatrième fable du livre VII de Jean de La Fontaine situé dans le second recueil des Fables de La Fontaine, édité pour la première fois en 1678. La seconde partie de cette fable est composée par La Fille.  C'est une fable double comme Le Lion et le Rat / La Colombe et la Fourmi, La Mort et le Malheureux / La Mort et le Bûcheron, Le Loup, la Chèvre et le Chevreau / Le Loup, la Mère et l'Enfant et Le Pâtre et le Lion / Le Lion et le Chasseur.

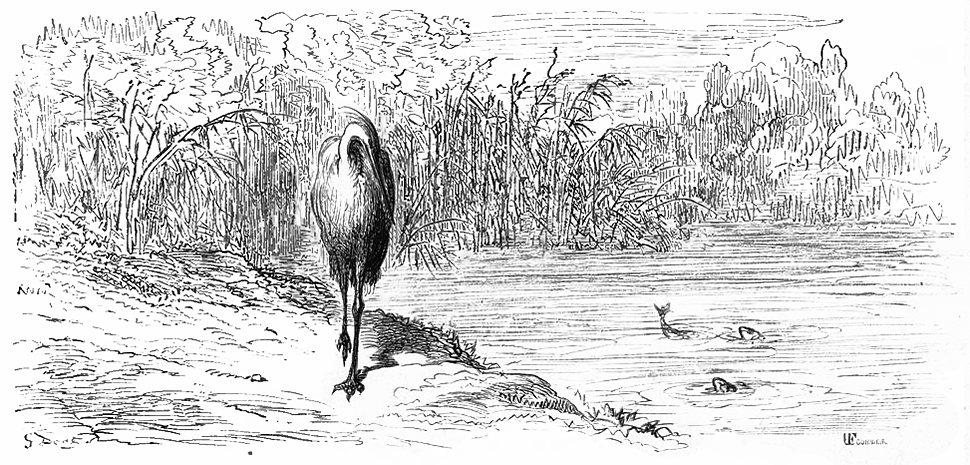
Illustration de Gustave Doré (1876)

La Fontaine s'est inspiré de "l'oiseleur et le pinson" d'Ésope.

## Texte
LE HÉRON

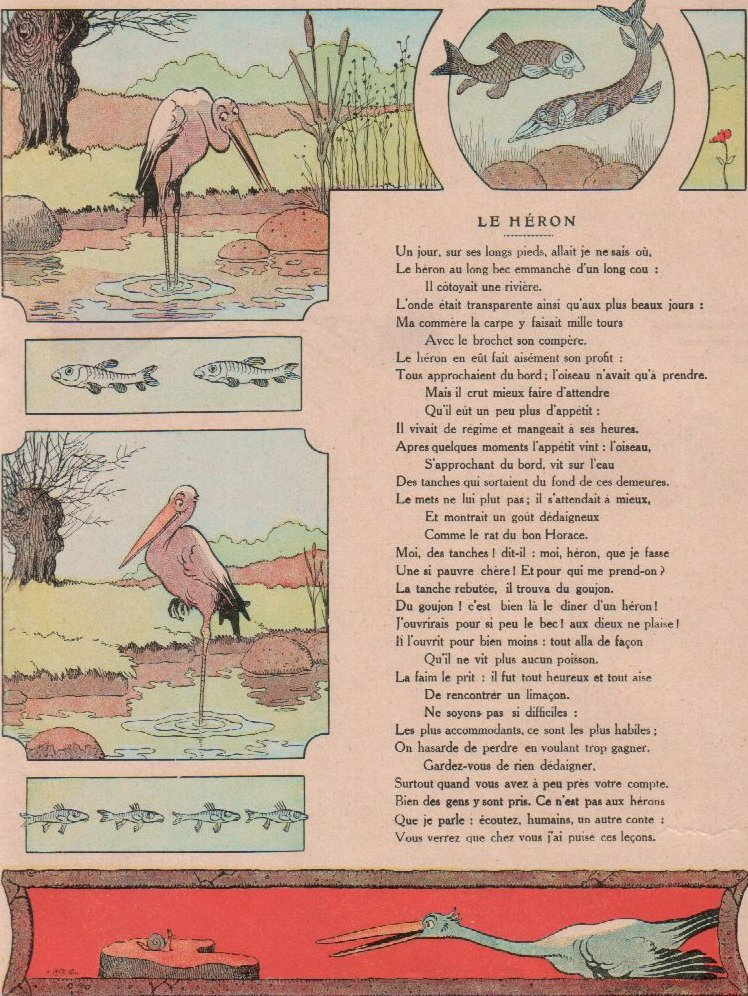
Illustration de Benjamin Rabier (1909)

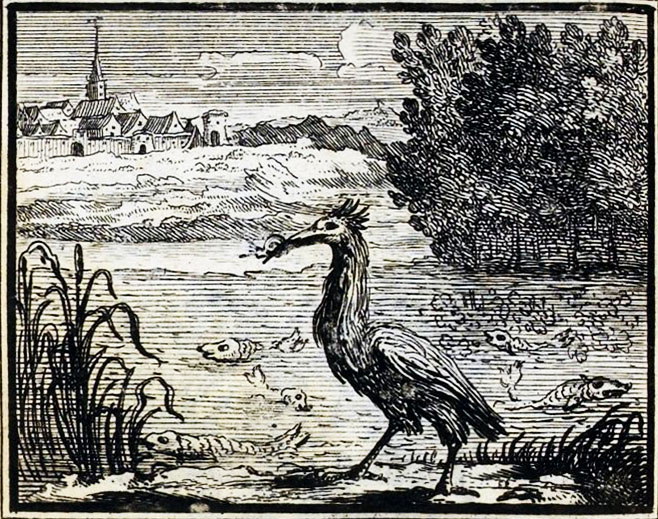
Gravure de François Chauveau (1688)

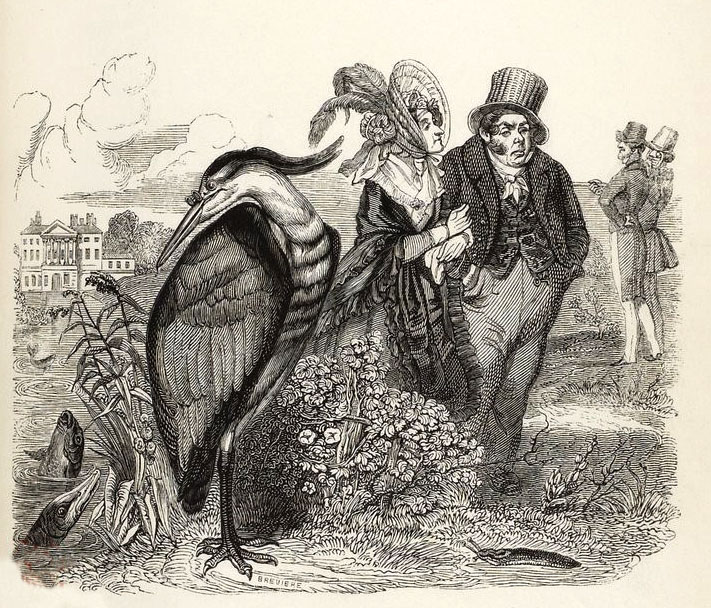
Illustration de Grandville (1838-1840)

Un jour sur ses longs pieds, allait, je ne sais où,                
   Le Héron au long bec emmanché d’un long cou. 
                            Il côtoyait une rivière.
   L’onde était transparente ainsi qu’aux plus beaux jours ; 
   Ma commère la Carpe y faisait mille tours 
                            Avec (1) le Brochet son compère. 
   Le Héron en eût fait aisément son profit : 
   Tous approchaient du bord ; l’oiseau n’avait qu’à prendre.  
                            Mais il crut mieux faire d’attendre 
                            Qu’il eût un peu plus d’appétit :                
   Il vivait de régime, et mangeait à ses heures. 
   Après quelques moments l’appétit vint : l’oiseau 
                            S’approchant du bord vit sur l’eau 
   Des tanches qui sortaient du fond de ces demeures.               
   Le mets ne lui plut pas ; il s’attendait à mieux, 
                            Et montrait un goût dédaigneux 
                            Comme le rat (2) du bon Horace (3). 
   " Moi des tanches ? dit-il, moi, Héron, que je fasse               
   Une si pauvre chère (4) ? Et pour qui me prend-on ? "  
   La tanche rebutée (5), il trouva du goujon.               
   " Du goujon ! c’est bien là le dîner d’un Héron ! 
   J’ouvrirais pour si peu le bec ! aux Dieux ne plaise ! "
   Il l’ouvrit pour bien moins : tout alla de façon               
                            Qu’il ne vit plus aucun poisson. 
   La faim le prit ; il fut tout heureux et tout aise               
                            De rencontrer un limaçon.

                            Ne soyons pas si difficiles : 
   Les plus accommodants, ce sont les plus habiles ; 
   On hasarde de perdre en voulant trop gagner. 
                          Gardez-vous de rien dédaigner, 
   Surtout quand vous avez à peu près votre compte. 
   Bien des gens y sont pris ; ce n’est pas aux hérons 
   Que je parle ; écoutez, humains, un autre conte.               ; 
   Vous verrez que chez vous j’ai puisé ces leçons.

Vocabulaire

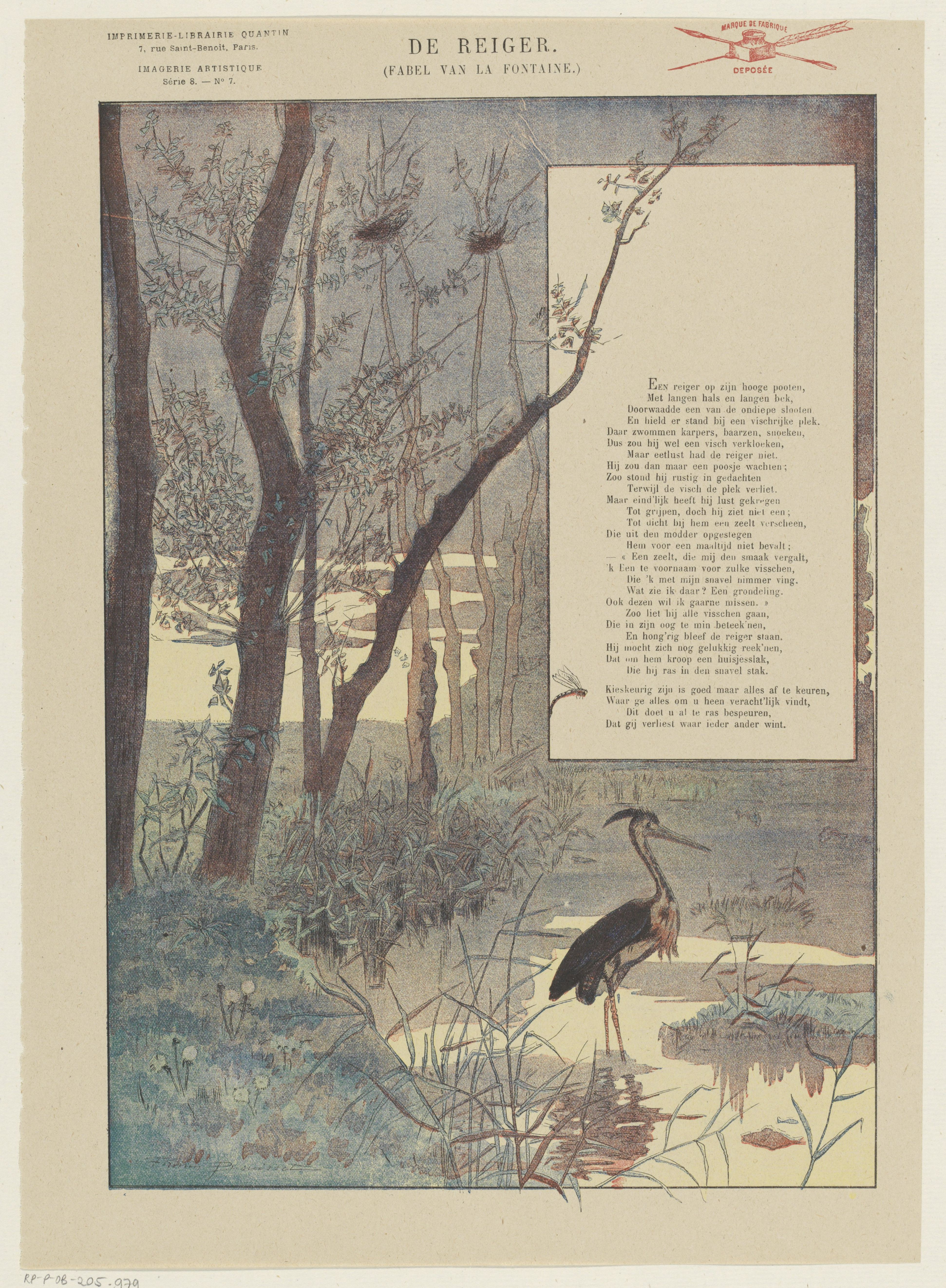
"Le Héron" traduit en néerlandais, illustré par Gaston Gélibert (1850-1931)

(1) Le brochet et la carpe ne se promènent pas l'un avec l'autre, mais l'un à la poursuite de l'autre : le brochet ne recherche la carpe que pour la dévorer
(2) Allusion à la satire d'Horace mettant en scène le rat des villes dédaigneux et le rat des champs (Satires, livre II, 6)
(3) Horace : poète latin (65-8 av. J.-C.), protégé de Mécène et d'Auguste. Il est apprécié au XVIIe siècle comme le fondateur d'une poésie élégante et épicurienne, familière : ses Épîtres et ses Satires sont une des sources de La Fontaine
(4) repas
(5) refusée, mis au rebut. "Rejeter comme une chose dont on ne veut pas" (dictionnaire de Richelet)